# Adolfina
Adolfina je žensko osebno ime.

## Izvor imena
Ime Adolfina je ženska oblika moškega osebnega imena Adolf.

## Pogostost imena
Po podatkih Statističnega urada Republike Slovenije je bilo na dan 31. decembra 2007 v Sloveniji število ženskih oseb z imenom Adolfina: 22.

## Osebni praznik
Osebe z imenom Adolfina lahko godujejo takrat kot osebe z imenom Adolf.